# Chi Cúc ngọt
Chi Cúc ngọt có danh pháp khoa học Stevia là một chi thực vật thuộc họ Asteraceae. Chi này gồm nhiều loài thực vật có dạng sống thân thảo, cây bụi.

## Lịch sử phát hiện và sử dụng

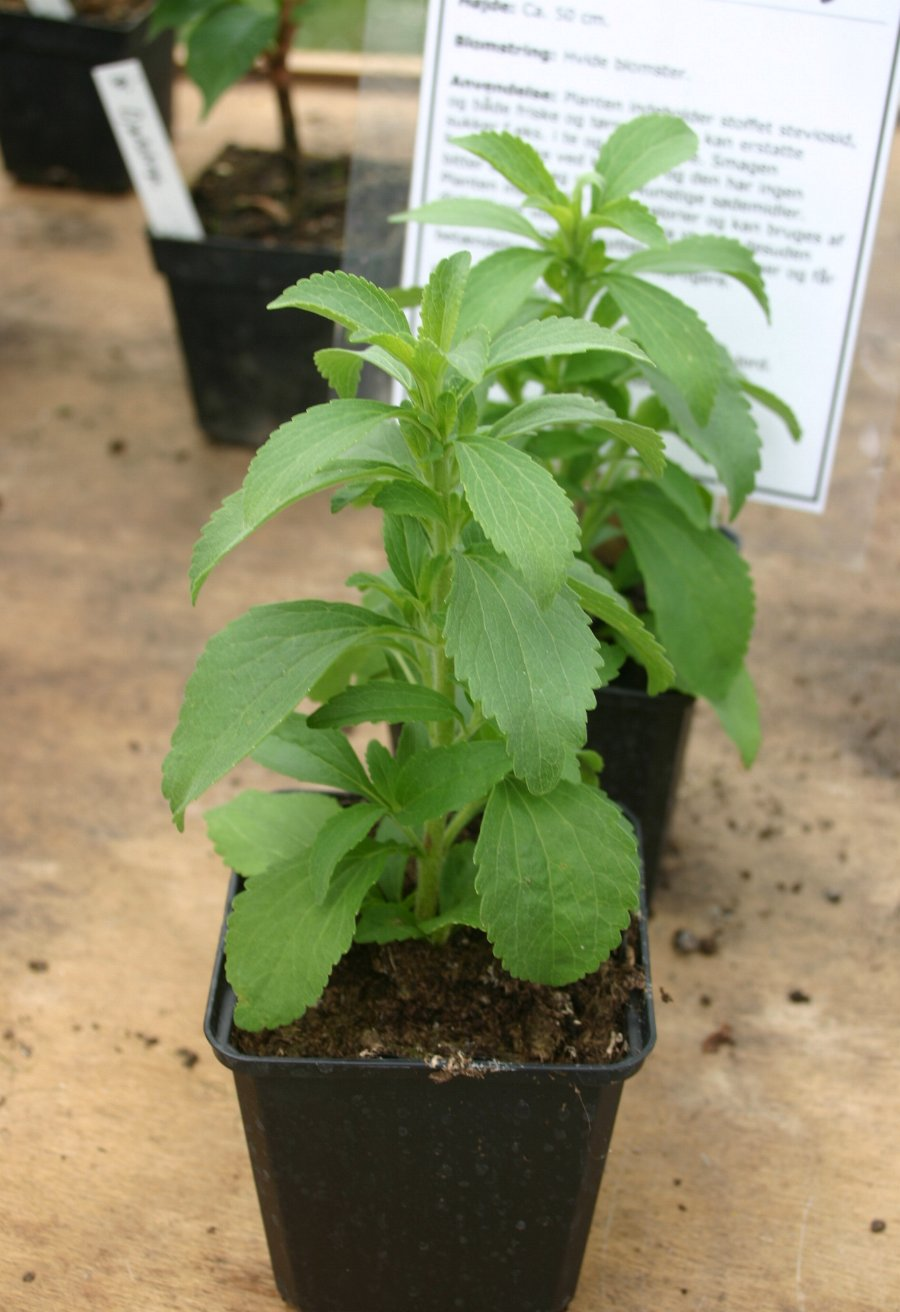
Chậu cây cúc ngọt ở Đan Mạch

Các loài chi Stevia gồm 240 loài có nguồn gốc vùng Nam Mỹ, Trung Mỹ, Mexico và một vài tiểu bang miền nam Hoa Kỳ. Con người chủ yếu sử dụng đường của loài Stevia rebaudiana (cúc ngọt) có nguồn gốc Nam Mỹ. Chủ yếu sử dụng ăn tươi các là hoặc dùng khô trong trà, thực phẩm.
Năm 1899, các nhà thực vật học Thụy Sĩ lần đầu tiên đã mô tả vị ngọt một cách chi tiết. Tuy nhiên, các nghiên cứu chỉ có tính giới hạn, cho đến năm 1931, hai nhà hóa học Pháp phân tách được các glycosides là hợp chất tạo nên vị ngọt của cây cỏ ngọt. Các hợp chất được đặt tên là stevioside và rebaudioside, nó ngọt gấp 250-300 lần sucrose, nhiệt độ ổn định, độ pH ổn định, và không lên men.
Tới đầu thập niên 1970, Nhật Bản bắt đầu trồng và sử dụng cỏ ngọt như một chất thay thế các loại chất ngọt saccharin và cyclamate, những chất được cho là nguyên nhân gây ra ung thư. Ngày nay thì cỏ ngọt được sử dụng rộng rãi ở nhiều quốc gia châu Á khác như: Trung Quốc, Hàn Quốc, Philippin, Indonesia, Việt Nam, Đài Loan, Thái Lan, Malaysia... Cỏ ngọt cũng được sử dụng nhiều hơn ở các nước Nam Mỹ: Uruguay, Peru,...
Cỏ ngọt có thể được tìm thấy trong tự nhiên ở nhiều dạng môi trường sống, từ đồng bằng cho tới địa hình đồi núi. Trong tự nhiên nó có thể sinh sản hữu tính, tuy nhiên nhân giống vô tính là một biện pháp hữu hiệu được con người lựa chọn khi đưa Stevia vào sản xuất nông nghiệp.